# Mantershagen
Mantershagen ist ein zum Stadtteil Wallenbrück gehörender Ortsteil der ostwestfälischen Stadt Spenge im Nordosten von Nordrhein-Westfalen.
Der Ort hat 520 Einwohner (Stand 2011).

## Lage
Der Ort liegt ca. 3 km westlich vom Kernort Spenge zwischen Wallenbrück im Norden und Bardüttingdorf im Süden.
Südlich des Siedlungskerns fließt der Wiesengrundbach. Als Hauptstraße fungiert die Diemker Straße und die nächsten Großstädte sind Bielefeld und Osnabrück.

## Verkehr
In Mantershagen gibt es die Bushaltestellen „Mantershagen, Denkmal“, „Jellinghausstraße“ und „Timpenweg“. Bedient werden sie von der BürgerBus-Linie 666, welche als Ringlinie verkehrt (Spenge – Wallenbrück – Bardüttingdorf – Mantershagen – Spenge).
Die Haltestelle Denkmal wird außerdem von der Linie 59 (Bielefeld – Mantershagen – Neuenkirchen (Melle)) 4 mal pro Tag bedient.
Die nächsten Fernbahnhöfe sind Bielefeld Hbf sowie Herford und Bünde.